# デウォン・ブラゼルトン
デウォン・コルテズ・ブラゼルトン（Dewon Cortez Brazelton, 1980年6月16日 - ）は、アメリカの元プロ野球選手（投手）。右投右打。

## 略歴
15歳の時にひざの手術（1995年）とトミー・ジョン手術（1996年）を経験した。ミドルテネシー州立大学入学後、同大学の奪三振と勝利数の記録を塗り替えた。2001年のドラフトでタンパベイ・デビルレイズに1位（全体3位）指名され入団。2002年9月13日にメジャーデビュー。2004年トニー・コニグリアロ賞を受賞。2005年の開幕投手を務めるも続く登板で結果は残せず、AAAダーラム・ブルズへの降格を決定されるが、その後しばらくサスペンディド・リストに登録され結局決定の約2週間後にダーラムに着いた。その後AAに降格するも約3週間後にはメジャー復帰。この処置はファンやチームの間で若干の論議を巻き起こした。
スチュワート・スターンベルグが主オーナーの座についた後、第102期ウィンター・ミーティング途中に、三塁手ショーン・バロウズとのトレードでサンディエゴ・パドレスへ移籍。
2006年のスプリング・トレーニングでは、5度の先発で1勝1敗防御率1.77と目を見張る成績を残し、パドレスの4人のローテーションの、ジェイク・ピービー、クリス・ヤング、ショーン・エステスに次ぐ4番目に食い込んだ。しかし最初の2度の先発機会は、合わせて6回1/3、17本の安打を浴び失点17と、惨憺たる結果に終わった。その後はピンポイントの役に回り、3月3日から4月19日の間で11回1/3、防御率2.31と活躍するも、5月11日のミルウォーキー・ブルワーズ戦の八回、8対0でリードした場面でジェイク・ピービーに替わってマウンドに登ると、1つのアウトを奪う事も出来ず被安打3、四球1、失点4。翌日AAAへ降格した。その後はメジャーリーグに昇格していない。
2006年12月5日にカンザスシティ・ロイヤルズとマイナーリーグ契約を結んだが、翌2007年の4月27日に解雇された。次いで2007年5月31日にピッツバーグ・パイレーツとマイナーリーグ契約を結んだが、10月29日に解雇された。その後11月29日にセントルイス・カージナルスとマイナーリーグ契約を結んだが、翌2008年の春季トレーニングの途中で解雇された。
2009年はアトランティックリーグ（独立リーグ）のカムデン・リバーシャークスでプレーした。2010年はアメリカンアソシエーション（独立リーグ）のカンザスシティ・ティーボーンズと4月13日に契約を結んだが、8月24日に解雇された。これ以降はプレーしていない。

## 詳細情報

### 年度別投手成績
| 年 度    | 球 団    | 登 板 | 先 発 | 完 投 | 完 封 | 無 四 球 | 勝 利 | 敗 戦 | セ 丨 ブ | ホ 丨 ル ド | 勝 率 | 打 者 | 投 球 回 | 被 安 打 | 被 本 塁 打 | 与 四 球 | 敬 遠 | 与 死 球 | 奪 三 振 | 暴 投 | ボ 丨 ク | 失 点 | 自 責 点 | 防 御 率 | W H I P |
| -------- | -------- | ----- | ----- | ----- | ----- | -------- | ----- | ----- | -------- | ----------- | ----- | ----- | -------- | -------- | ----------- | -------- | ----- | -------- | -------- | ----- | -------- | ----- | -------- | -------- | ------- |
| 2002     | TB       | 2     | 2     | 0     | 0     | 0        | 0     | 1     | 0        | 0           | .000  | 51    | 13.0     | 12       | 3           | 6        | 0     | 2        | 5        | 0     | 0        | 7     | 7        | 4.85     | 1.38    |
| 2003     | TB       | 10    | 10    | 0     | 0     | 0        | 1     | 6     | 0        | 0           | .143  | 225   | 48.1     | 57       | 9           | 23       | 1     | 3        | 24       | 1     | 0        | 49    | 37       | 6.89     | 1.66    |
| 2004     | TB       | 22    | 21    | 0     | 0     | 0        | 6     | 8     | 0        | 0           | .429  | 535   | 120.2    | 121      | 12          | 53       | 2     | 11       | 64       | 2     | 1        | 71    | 64       | 4.77     | 1.44    |
| 2005     | TB       | 20    | 8     | 0     | 0     | 0        | 1     | 8     | 0        | 1           | .111  | 354   | 71.0     | 87       | 12          | 60       | 3     | 4        | 43       | 5     | 0        | 65    | 60       | 7.61     | 2.07    |
| 2006     | SD       | 9     | 2     | 0     | 0     | 0        | 0     | 2     | 0        | 0           | .000  | 91    | 18.0     | 28       | 6           | 9        | 1     | 0        | 9        | 1     | 0        | 25    | 24       | 12.00    | 2.06    |
| MLB：5年 | MLB：5年 | 63    | 43    | 0     | 0     | 0        | 8     | 25    | 0        | 1           | .242  | 1256  | 271.0    | 305      | 42          | 151      | 7     | 20       | 145      | 9     | 1        | 217   | 192      | 6.38     | 1.68    |

### 背番号
- 45（2002年 - 2006年）